# 가운뎃손가락 (제스처)

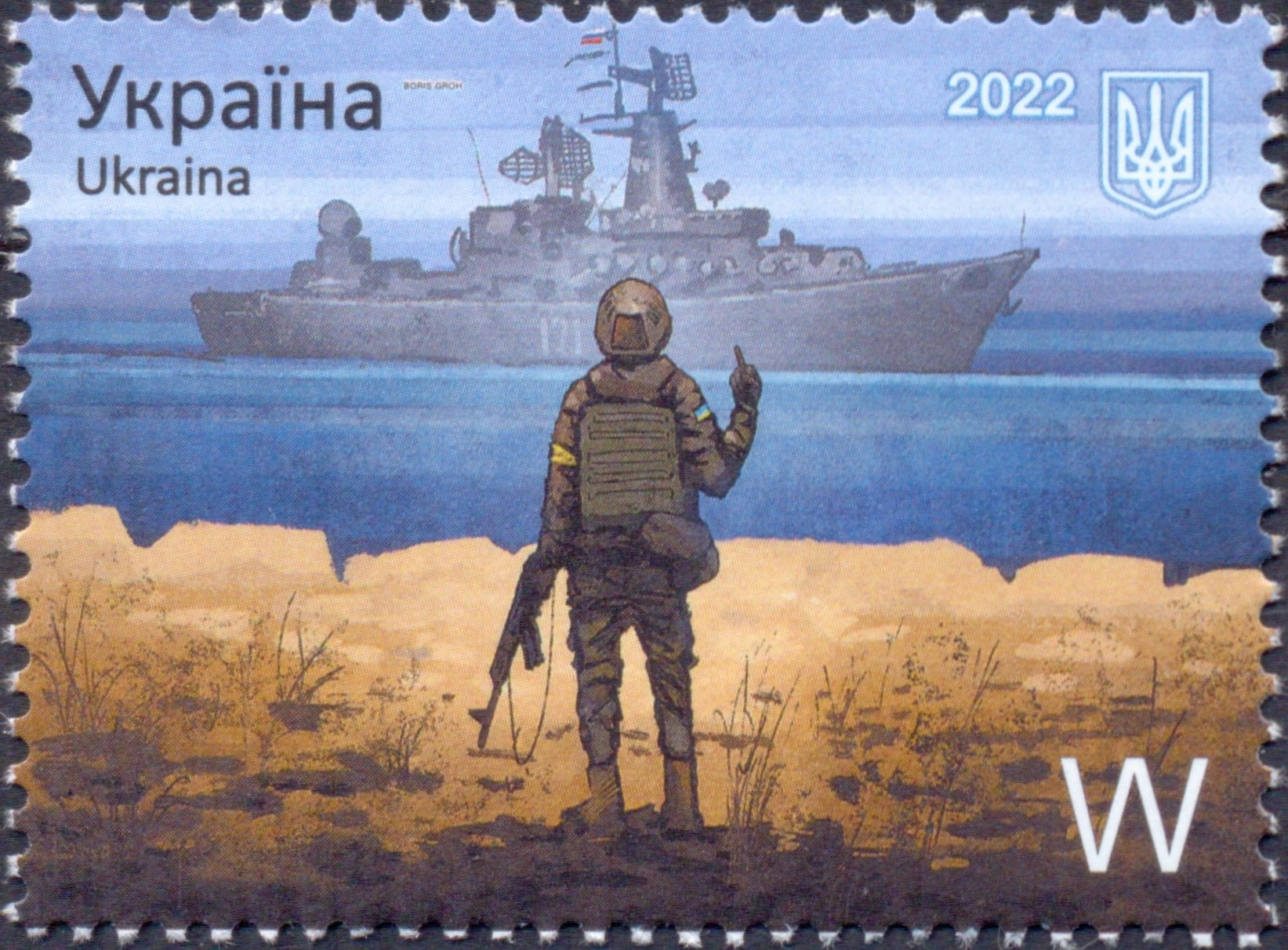
2022년에 우크라이나에서 "러시아 군함, 가서 엿이나 처먹어라"를 주제로 하여 발행된 우표. 우크라이나 군인이 모스크바함을 향해 가운뎃손가락을 들어 보이고 있다.

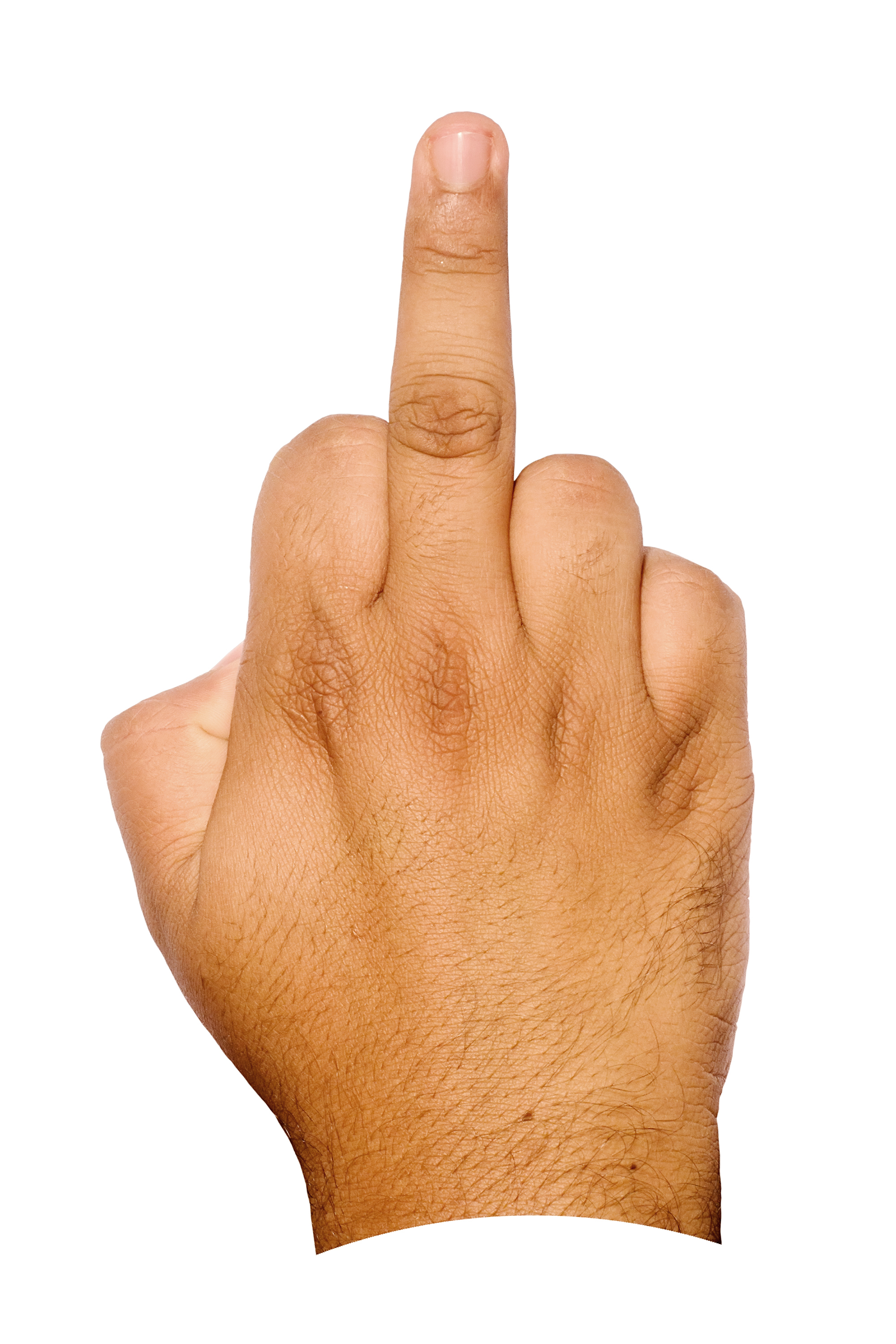
가운뎃손가락

제스처로서의 가운뎃손가락은 손등을 상대를 향해 가운뎃손가락만 세우는 것이다.
영어권에서는 the finger라고 한다. 이 가운뎃손가락은 남근을, 검지와 약지는 음낭을 의미하며, "Fuck you" 등의 모욕적 표현에 해당하는 음란하고 강렬한 모욕의 행동이다. 즉, 매우 심한 성희롱의 제스처이다.
반면 동아시아에서는 전통적으로 모욕의 뜻은 없었다. 이는 가운뎃손가락으로 사람, 특히 남자를 뜻하는 경우가 많다. 왼손 가운뎃손가락 하나만 그려서 서명을 대신하기도 했는데, 이를 수촌(手寸)이라 불렀다. 여성의 경우 수촌을 하거나, 또는 오른손의 손바닥 전체를 그리는 경우도 있었는데, 이를 수장(手掌)이라 하였다. 남자는 왼손이므로 좌촌(左寸)이라 불렀고, 여자는 오른손이므로 우촌(右寸)이라 불렀다.

## 같이 보기
- 가운뎃손가락
- Fuck
- Fuck You
- ㅗ